# 冰袋

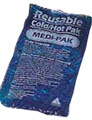
冰袋

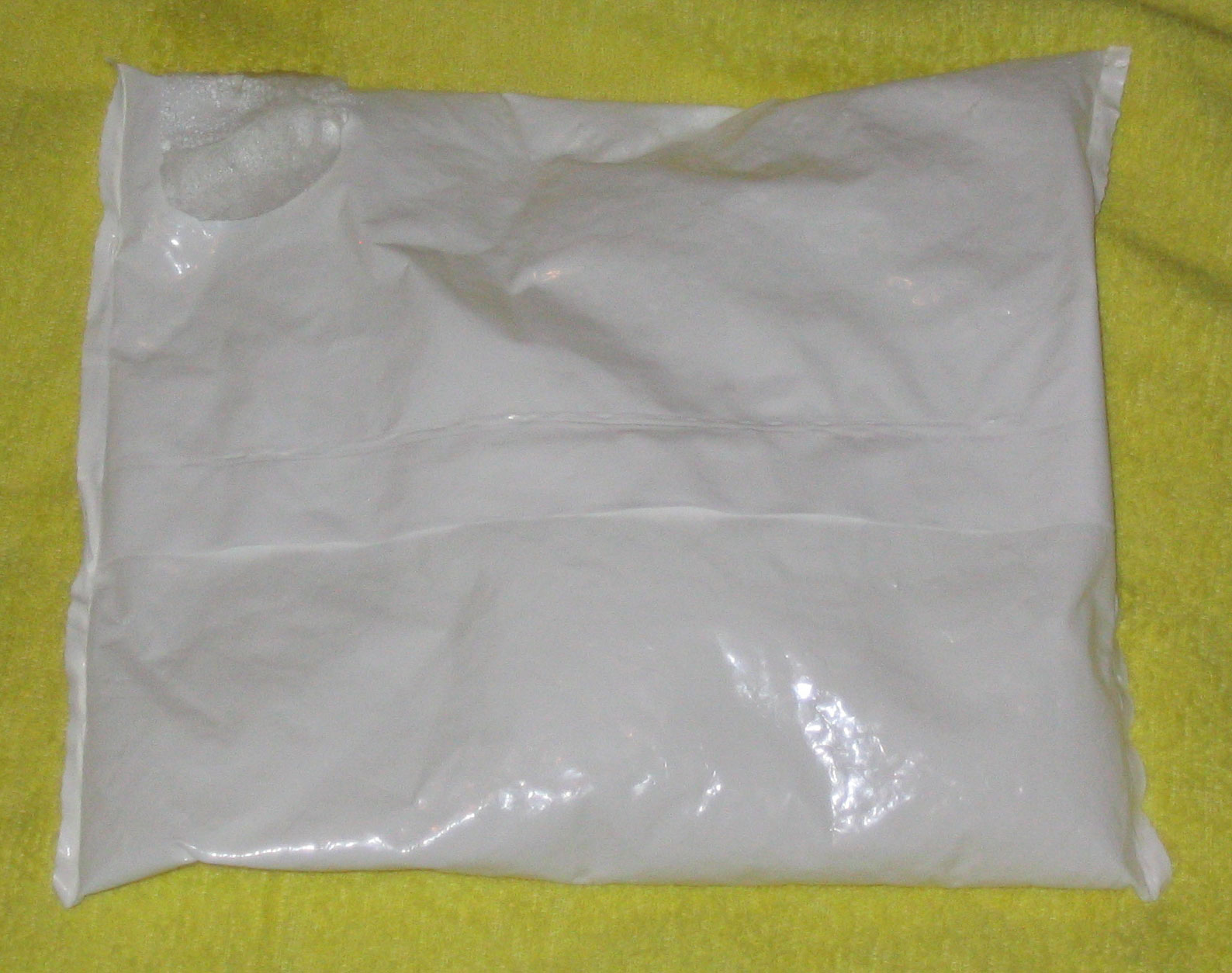
冰袋

冰袋（Ice pack），是使用塑胶袋包覆水、冷媒凝膠或液體的一种新型冷冻介质。冰袋解冻融化时，水质不会受到污染，可反复使用。

## 用途
- 用于医疗降温退热、消炎止痛、冷敷止血、理疗护肤。
- 冷藏运输各种生物冷冻试剂、药品、血浆、疫苗、水产、家禽、观赏鱼及保鲜食品。
- 用于体育界运动员训练及比赛过程中的外碰伤、扭伤、摔伤等。